# Solenostoma wattsianum
Solenostoma wattsianum là một loài rêu tản trong họ Jungermanniaceae. Loài này được (Steph.) R.M. Schust. ex Váňa, Hentschel & J. Heinrichs miêu tả khoa học lần đầu tiên năm.